# GodsWar Online
GodsWar Online è stato un MMORPG creato da IGG. Il gioco era ambientato nell'Antica Grecia e riprendeva i personaggi e le leggende della mitologia greca. GodsWar Online è stato pubblicato nel maggio 2009. Il sistema presentava un totale di 4 classi giocabili: Warrior, Champion, Mage e Priest. Si poteva scegliere la città di cui si vuoleva fare parte, ossia Sparta o Athens (Atene), la quale decreteva la fazione d'appartenenza e il punto da cui iniziare l'avventura. Ogni città offriva delle missioni (Quest) che potevamo essere portate a termine onde guadagnare esperienza, Talent Point, parti di equipaggiamento e/o Silver (la moneta del gioco). Oltre ai normali mostri, in GodsWar Online era presente anche un discreto numero di boss, i quali potevano rivelarsi molto più duri da abbattere rispetto ai primi.

## AFK mode
Una delle implementazioni più utili del gioco era sicuramente l'AFK (Away From Keyboard) System, che permetteva al personaggio giocante di continuare ad interagire con i mostri senza necessariamente controllarne i comandi, o quando ci si allontanava dal computer. Era possibile impostare le abilità da usare in automatico, così come l'utilizzo delle pozioni quando gli HP (i punti vita) del personaggio scendevano sotto una determinata percentuale (a nostra scelta). Quando l'AFK Mode era attiva non era possibile raccogliere degli oggetti dai corpi dei mostri (Looting). L'AFK Mode è utile per produrre Talent Points (TP).

## Talent Points
Diversamente dagli altri RPG (Role Playing Games), salire di livello in GodsWar Online comportava il solo incremento degli HP e degli MP del personaggio. Gli altri attributi, come l'attacco o la difesa, potevano essere aumentati tramite TP ed Equipaggiamento. I TP si ottenevano uccidendo mostri di almeno 10 Livelli inferiori a quello del giocatore, o superiori. Ad esempio, se il personaggio era di livello 50, si potevano ottenere TP uccidendo mostri dal livello 40 in su. Si otteneva 1 TP ogni 50 mostri uccisi. I TP potevano essere guadagnati anche partecipando a particolari eventi, completando alcune Quest, oppure facendo uso di speciali pietre presenti nel gioco (TP Stones).

## Classi

### Mage (Magician)
Il Mago è ovviamente un grande fruitore dell'attacco magico, usa un bastone a due mani. Questa classe è incentrata sul danno critico, danno magico e Skills ad area (AOE).

### Priest
Il Sacerdote è sostanzialmente un curatore, fa uso di uno scudo e di una bacchetta ad una mano. È focalizzato principalmente su difese fisiche e magiche, ed è l'unica classe a possedere Skills di Cura, il che la rende una delle migliori del gioco.

### Champion
Il Campione è un maestro nell'attacco di tipo fisico, e fa uso di una Lancia a Due Mani. Sue peculiarità sono l'attacco Critico, il danno Fisico e l'abilità di Schivare gli attacchi subìti (Dodge).

### Warrior
Il Guerriero è di base una classe difensiva, fa uso di uno scudo e di una spada. Si distingue per la grande quantità di HP e l'elevata difesa (fisica e magica) rispetto alle altre tipologìe, sì da renderla la classe 'Tank' per antonomasia.

## Quests
In GodsWar Online si potevano portare a termine molte missioni onde ottenere Esperienza (Exp), TP, Silver, e oggetti molto utili. Il sistema delle "Quest" era molto semplice, una volta accettata la missione era sufficiente cliccare sull'oggetto che la missione stessa richiedeva (evidenziata in verde nell'apposita sezione Quest) ed il personaggio avanzava in modo automatico verso la destinazione impartita.
Era anche possibile fare una ricerca di tutte le Quest disponibili secondo il livello raggiunto utilizzando, appunto, la sezione Search. Una volta terminata la missione si poteva tornare, sempre in automatico, dall'NPC richiedente cliccando sul suo nome nella finestra adibita alla medesima, e ricevere così la ricompensa.

## Potenziamenti/Forgiatura
In GodsWar Online era possibile potenziare gli attributi delle armi e dell'equipaggiamento (difesa, danno, ecc.) utilizzando gemme, cristalli e determinate somme (esigue per i personaggi inferiori al livello 50) di Silver.
Gemme e cristalli potevano essere ottenuti tramite Quest, o trovati nei corpi dei mostri uccisi (Drop), oppure ancora, comprati al Mall/E-Gold Shop. C'erano attualmente 4 tipi di gemme esistenti nel gioco: Ruby, Sapphire, Emerald, Amethyst. Ogni gemma e cristallo aveva 3 livelli tranne che per lo zaffiro che aveva anche il 4° che però funzionava solo per forgiare un pezzo (item) dal grado "Epic" e per lo smeraldo, che però a differenza dello zaffiro può essere usato sempre. L'Amethyst, era disponibile esclusivamente di livello 3. i livelli 1 e 2 non sono  stati mai implementati.
Più alto è il livello della gemma e dei cristalli utilizzati, maggiore era la probabilità di successo nel potenziare un oggetto (Gear).
Usando un Ruby con successo, il livello dell'oggetto aumentava di 10 fino al livello 100, di soli 5 livelli fino al livello 120. A quel punto non si usavano più i rubini ma le INSIGNIA. oggetti del gioco che si ottenevano facendo HARD POINT in un evento particolare del gioco, aumentando così i suoi attributi primari (difesa/attacco/assorbimento etc.). Impugnare un'arma o indossare un pezzo d'armatura di livello più alto voleva dire possedere migliori attributi di base, utili alla crescita del personaggio.
Usando un Emerald con successo, si aumentava il grado dell'oggetto. Il grado incrementava i bonus - o attributi secondari - dell'oggetto (che poteva avere fino ad un massimo di 4 bonus). I gradi andavano a seguire: Grado 1, Grado 2, Grado 3... fino al Grado 10, e infine i 'Surprise' Grades (gradi sorpresa, mai implementati nel gioco).
Usando un Sapphire con successo, si aumentava la qualità dell'oggetto. La qualità incrementava i suoi attributi primari (difesa/attacco/assorbimento etc.). Le qualità ottenibili erano le seguenti: Common> Enhanced> Delicate> Good> Superior> Classic> Eternal> Epic; usando lo zaffiro livello 4 inoltre era possibile farlo andare anche a Epic>Leggendary>Mystic.
Usando un'Amethyst di livello 3 si avrà sempre successo, questo perché la gemma possedeva il 100% di probabilità di potenziare l'oggetto. Utilizzandola si potrà assegnare qualsiasi livello minimo richiesto su ogni oggetto. Per questo, l'Amethyst era considerata di gran lunga più utile di un Ruby livello 3, che anch'esso possiede il 100% di probabilità di successo, ma che può solo incrementare il livello dell'oggetto di 10.
In caso di insuccesso, sempre utilizzando gemme e cristalli, questi andaano persi durante il procedimento, ma non l'oggetto che poteva essere comunque equipaggiato. La perdita poteva risultare frustrante durante tentativi di alte qualità o gradi (ad esempio forgiando un oggetto Epic, o di Grado 10), per i quali era necessario ricorrere a discrete quantità di gemme/cristalli di alto livello, andati persi fallendo il potenziamento.
Ogni potenziamento che veniva effettuato con successo tramite Emeralds e Sapphires aumentava i punti Rank dell'arma/armatura, ed ogni Rank faceva ottenere effetti visivi differenti (Aure). Le armi potevano raggiungere il Rank di 5, mentre l'armatura indossata poteva raggiungere un Rank di 7. I Rank influivano prettamente sull'effetto visivo del personaggio e non mutano in alcun modo le sue statistiche.

## Pet System
Come in altri MMORPG, in GodsWar Online erano presenti dei 'Pets', animali compagni d'avventura. Tuttavia, a differenza di molti altri giochi dove aiutano semplicemente il personaggio ad attaccare, in GodsWar i Pets possedevano capacità particolari: Random Event (ritrovamento casuale di Exp/TP/Oggetti), Merge (fusione), Work (lavoro), Quest Dispatch (assegnare le missioni al Pet). Potevano anche apprendere fino ad un massimo di 6 Skills, le quali potevano conferire dei bonus (ad esempio, Sharp Claw aumenta l'attacco fisico del personaggio), oppure aumentare le statistiche del Pet stesso, così da poter poi apprendere Skills più potenti.
Alcune 'Pet's Skills' richiedevano un determinato numero di punti di un attributo - per esempio, per poter imparare Ice, la Fortuna (Luck) del Pet doveva risultare pari o superiore a 10 - ma non tutte le Skill potevano essere apprese da uno stesso Pet, alcune potevano essere assegnate solo ad un animale specifico. Ogni Skill poteva avere 3 o più livelli. Più il Rank del Pet era alto, maggiore era il livello della Skill, dunque maggiore il bonus che la Skill conferiva a sé stesso o al padrone.

### Fusione tra Pets
Quando il Pet aveva raggiunto il livello 30, era possibile 'fonderlo' con un altro per ottenere un Pet con migliori attributi. Per la fusione, il Pet di Livello 30 doveva rappresentare il Pet 'Lord', e il Pet secondario costituiva il 'Deputy' pet. Il Deputy Pet non doveva possedere un contratto siglato, doveva essere almeno di livello 30 e non doveva risultare di 5 livelli superiore al Pet Lord.
Questa Fusione non aveva nulla a che vedere con la Fusione tra Pet e Padrone (Merge Talent) con la quale l'animale aveva la capacità di 'fondersi' con i poteri del Padrone per incrementare le statistiche del medesimo.

### Siglare un contratto
Se il Pet piaceva al giocatore, poteva siglare con quest'ultimo un contratto che potenziava i suoi attributi e il suo Rank. Era possibile utilizzare fino a 5 'Contract Spirit' (acquistabili al Mall o al Bound Gold Shop) per ottenere maggiore qualità nei potenziamenti a contratto siglato. Senza quest'ultimo, gli attributi del Pet aumentavano in modo casuale tra 0 e 5. Ogni Contract Spirit veniva usato per aumentare il punteggio di 0.5. Con 5 Spirits, le statistiche del Pet aumentavano in maniera casuale da 2.5 a 5.